# Merete Van Kamp
Merete Van Kamp (ur. 17 listopada 1961 w Kolding) – duńska modelka, aktorka i piosenkarka.

## Życiorys
Urodziła się w Kolding jako córka Selmy i Kaiego Van Kamp. Jej matka była niemiecką baletnicą, a ojciec duńskim dyrektorem w branży aluminiowej. Rozwiedli się, gdy Merete miała osiem lat.
Była top modelką, zanim zadebiutowała w tytułowej roli w przebojowym miniserialu NBC Księżniczka Daisy (Princess Daisy, 1983) na podstawie bestsellerowej powieści Judith Krantz. W 1993 wydała swój album dla EMI Pleasure And Pain. Wystąpiła w teledysku Bruce’a Springsteena do piosenki „Secret Garden” (1995). Była założycielką szkolenia aktorów i produkcji filmów Thevankampstudio.
13 maja 1989 wyszła za mąż za Jeana–Claude’a Friedericha, z którym ma syna Gregory’ego Romana (ur. 8 września 1992). Jej mąż zmarł 15 października 1996.

## Filmografia

### Filmy
- 1983: Weekend Ostermana (The Osterman Weekend) jako Zuna Brickman
- 1985: Misja Kobry (Mission Kill) jako Sydney Borghini
- 1988: Nie możesz popędzać miłości (You Can’t Hurry Love) jako Monique
- 1988: Najbardziej niebezpieczna kobieta (Lethal Woman) jako porucznik Christine Newhouse (Diana)
- 1997: Trujący bluszcz 3 (Poison Ivy: The New Seduction) jako Catherine Greer
- 2007: Næste skridt jako położna
- 2008: Craig jako Leila
- 2010: Morderstwa w Westbrick (Westbrick Murders) jako Rebecca Sommerson
- 2014: The Will jako Ann Stockwell

### Seriale
- 1983: Księżniczka Daisy (Princess Daisy) jako Daisy Valenski / Dani Valenski
- 1984: Remington Steele – odc. „Błękitnokrwisty Steele” („Blue Blooded Steele”) jako Gwen Whitewood
- 1985–1986: Dallas jako Grace Van Owen
- 1988: Hotel jako Devon Sloan
- 2010: De 7 drab jako Elizabeth Wæver
- 2010: Biuro ochrony (Livvagterne) jako Petra Grashof
- 2012: Lykke jako Fru Dyreberg